# Pseudolycoriella hartmanni
Pseudolycoriella hartmanni är en tvåvingeart som först beskrevs av Menzel och Werner Mohrig 1991.  Pseudolycoriella hartmanni ingår i släktet Pseudolycoriella och familjen sorgmyggor.
Artens utbredningsområde är Tyskland. Inga underarter finns listade i Catalogue of Life.